# 拉丁禮亞歷山大宗主教列表

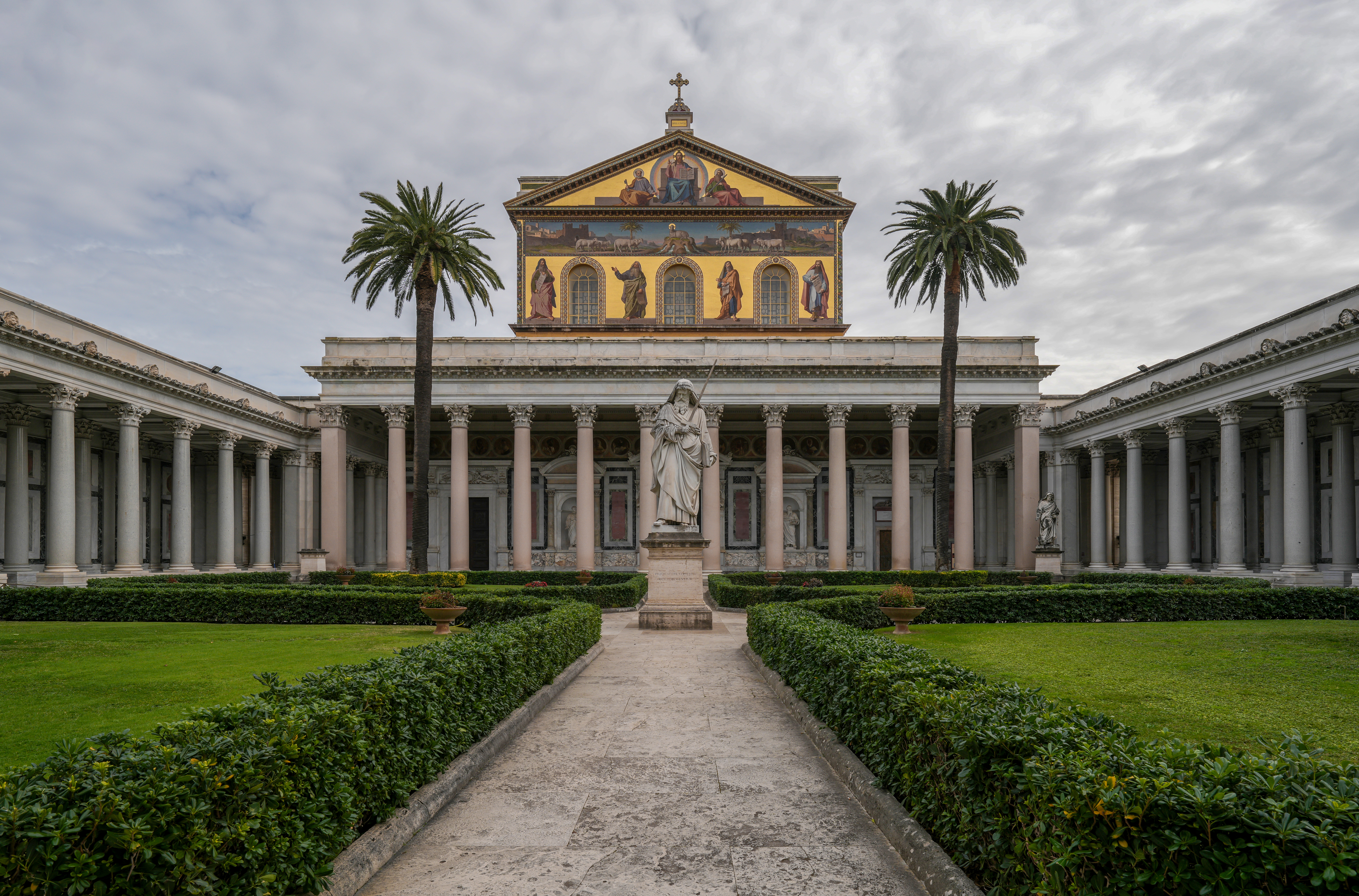
當時拉丁禮亞歷山大宗主教教座城外聖保祿大殿

拉丁禮亞歷山大宗主教（（英語：Latin Patriarch of Alexandria）或稱為亞歷山大宗主教，是現在已經不存在的天主教拉丁禮教會的宗主教。於1215年，由教宗諾森三世創立的。亞歷山大宗主教與東儀天主教會的宗主教不同，他們是直接被教宗任命，而不會先由總主教和主教選舉產生，再由教宗任命。
亞歷山大宗主教是領銜主教，並沒有實權。另外，宗主教教座一直設在意大利的城外聖保祿大殿，而不是埃及的亞歷山大，因為當地一直都很少拉丁禮的天主教徒。而實際負責牧養亞歷山大，是由1839年5月18日成立的埃及亞歷山大宗座代牧區負責。宗主教在1964年職位被廢除。

## 宗主教列表
- Athanasius (1219年–?)
  - 不詳
- Giles (1310年–?)：並是格雷多宗主教
- Humbert II, Dauphin of Vienne
- Juan (III)：並是托萊多總教主
- Arnaldo Bernardi (1360年)
  - 不詳
- Simon of Cramaud (1391年–1422年)
- Johannes Walteri von Sinten (1392年–1397年)
- Giovanni Vitelleschi (1430年)
  - 不詳
  - Cristoforo Guidalotti Ciocchi del Monte (1550年–1551年)
  - 不詳
- Alessandro Riario (1570年–1585年)
- Enrico Caetani (1585年–1599年)
  - vacant (1599年–1602年)
- Séraphin Olivier-Razali (1602年–1609年)
  - 不詳
- Federico Borromeo, Jr. (1654年–1671年)
- Allesandro Cescenzi (1671年–1688年)
  - 不詳
- Augustus Foscolo (1847年–1860年)：拉丁禮耶路撒冷宗主教（1830年至1847年）
- Paolo Angelo Ballerini (1867年–1897年)：米蘭總主教（1859年至1867年）
- Domenico Marinangeli (1898年–1921年)
- Paolo de Huyn (1921年–1946年)
  - (職位空置 1946年–1950年)
- Luca Ermenegildo Pasetto (1950年–1954年)
  - (職位空置 1954年–1964年)

（1964年職位廢除。）

## 外部連結
- 拉丁禮亞歷山大宗主教列表 （页面存档备份，存于） by Giga-Catholic Information